# Černý chléb a černá káva
Černý chléb a černá káva (polsky Czarny chleb i czarna kawa) je polský písňový text popisující život ve vězení.
Autorem textu je devatenáctiletý student krakovské sportovní univerzity Jerzy Filas (téže Jerzy Warzyński). Text napsal v roce 1974 během svého pobytu ve vězení, ke kterému byl odsouzen za veřejnou produkci politických písní.
Píseň je interpretována mnoha polskými kapelami, mezi které se řadí například: Pidżama Porno, Hetman, Imperium, Menele, Strachy na Lachy či Ampótacja

## Originální text refrénu
Czarny chleb i czarna kawa,
Opętani samotnością,
Myślą swą szukają szczęścia,
Które zwie się wolnością…

## Český překlad celé písně
Projíždí vlak rozvrzaný,

do vězení vezou mě.

Ten náš svět má čtyři strany,

podivný svět beze mě.
Pak když otevřel jsem oči,

strašný stesk obklopil mne.

Po lících mi tekly slzy,

tehdy pochopil jsem že…
Černý chléb a černá káva,

spoutalo je osamění,

v myšlenkách hledají spásu,

které svoboda říkají.
Sestra malá zeptala se:

„Mámo, kde je bráška můj?“

Brácha v temné cele sedí,

odpykává si trest svůj.
Černý chléb a černá káva,

spoutalo je osamění,

v myšlenkách hledají spásu,

které svoboda říkají.
V tom do cely bachař vtrhne,

který začne vězně bít.

Mladý vězeň na tvář padne,

srdce mu přestane bít.
Přijde chvíle vytoužená,

nadejde mé smrti čas.

Vynesou ven moje tělo,

a na další čeká zas:
Další černý chléb a černá káva,

spoutalo je osamění.

V myšlenkách hledají spásu,

které svoboda říkají.